# عيد العنصرة

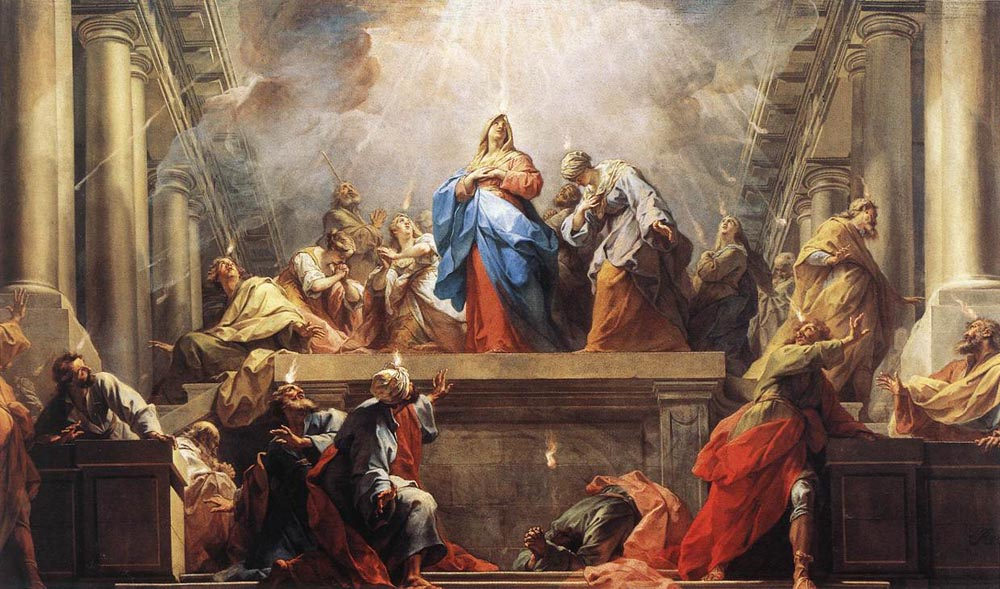
لوحة لجان الثاني رستو تظهر حلول الروح القدس على تلاميذ المسيح بحسب أعمال الرسل.

عيد العَنْصَرة أو عيد الخمسين أو عيد الخماسين عيد مسيحي يحتفل به بعد عيد القيامة بخمسين يومًا. ويقصد به حلول الروح القدس على تلاميذ المسيح بعد صعود يسوع بعشرة أيام بحسب رواية سفر أعمال الرسل.
يعتبر عيد الخمسين عيدا مهما في التقويم العبري القديم، يحتفل بنزول وحي ناموس موسى. وقد أدخله المسيحيون ضِمن الأعياد المسيحية لإحياء ذكرى نزول الروح القدس على تلاميذ يسوع الإثني عشر حسب المعتقدات المسيحية. يشير عيد الخمسين في الكنائس الشرقية إلى الخمسين يومًا بين عيد القيامة وحتى عيد العنصرة، لذا فيُطلق على الكتاب الذي يحتوي على النصوص الطقسية الخاصة بهذه الفترة كتاب الخمسين. كما يطلق على هذا العيد عيد الخمسين أو أحد العنصرة أو أسبوع العنصرة لا سيما في إنجلترا، حيث يكون يوم الاثنين التالي إجازة. ويُسمى عيد الخمسين بهذا الاسم لأنه يتم الاحتفال به بعد أحد عيد القيامة بسبعة أسابيع (أي خمسين يومًا). ويقع عيد الخمسين في اليوم العاشر من عيد الصعود.
وعند المسيحيين، يحتفل عيد الخمسين بنزول الروح القدس على تلاميذ المسيح الإثني عشر وأتباع آخرين لـيسوع الموصوف في سفر أعمال الرسل 2:1–31. لهذا السبب، يوصف عيد الخمسين أحيانًا في الثقافة المسيحية بأنه «عيد ميلاد الكنيسة».
وتستمد حركة العنصرة اسمها من أحداث العهد الجديد.

## وصلات خارجية
- Pentecost on RE:Quest
- A collection of 22 prayers for Pentecost
- "Pentecost" article from the الموسوعة الكاثوليكية
- "Pentecost" article from the الموسوعة اليهودية
- Feast of Pentecost Greek Orthodox Archdiocese
- Explanation of the Feast from the Handbook for Church Servers (Nastolnaya Kniga) by Sergei V. Bulgakov
- Pentecost or Whit Sunday Celebration